# Gentianella thiosphaera
Gentianella thiosphaera är en gentianaväxtart som först beskrevs av Ernest Friedrich Gilg, och fick sitt nu gällande namn av Josef Holub. Gentianella thiosphaera ingår i släktet gentianellor, och familjen gentianaväxter. Utöver nominatformen finns också underarten G. t. macroclada.